# Aeródromo Fray Jorge
El Aeródromo Fray Jorge (OACI: SCFJ), es un terminal aéreo ubicado 40 kilómetros al oeste de Ovalle, Provincia de Limarí, Región de Coquimbo, Chile. Es de propiedad privada.